# Кастелмецано
Кастелмецано (итал. Castelmezzano) је насеље у Италији у округу Потенца, региону Базиликата.
Према процени из 2011. у насељу је живело 737 становника. Насеље се налази на надморској висини од 815 м.

## Становништво
| 1951. | 1961. | 1971. | 1981. | 1991. | 2001. | 2011. |
| ----- | ----- | ----- | ----- | ----- | ----- | ----- |
| 1.885 | 1.821 | 1.257 | 1.200 | 1.063 | 970   | 852   |